# Sessiluncus reticulatus
Sessiluncus reticulatus är en spindeldjursart som beskrevs av Loots 1980. Sessiluncus reticulatus ingår i släktet Sessiluncus och familjen Ologamasidae. Inga underarter finns listade i Catalogue of Life.